# Carcelia interfrontalia
Carcelia interfrontalia là một loài ruồi trong họ Tachinidae.